# Tharra lineata
Tharra lineata är en insektsart som beskrevs av Nielson 1975. Tharra lineata ingår i släktet Tharra och familjen dvärgstritar. Inga underarter finns listade i Catalogue of Life.